# Chifonier

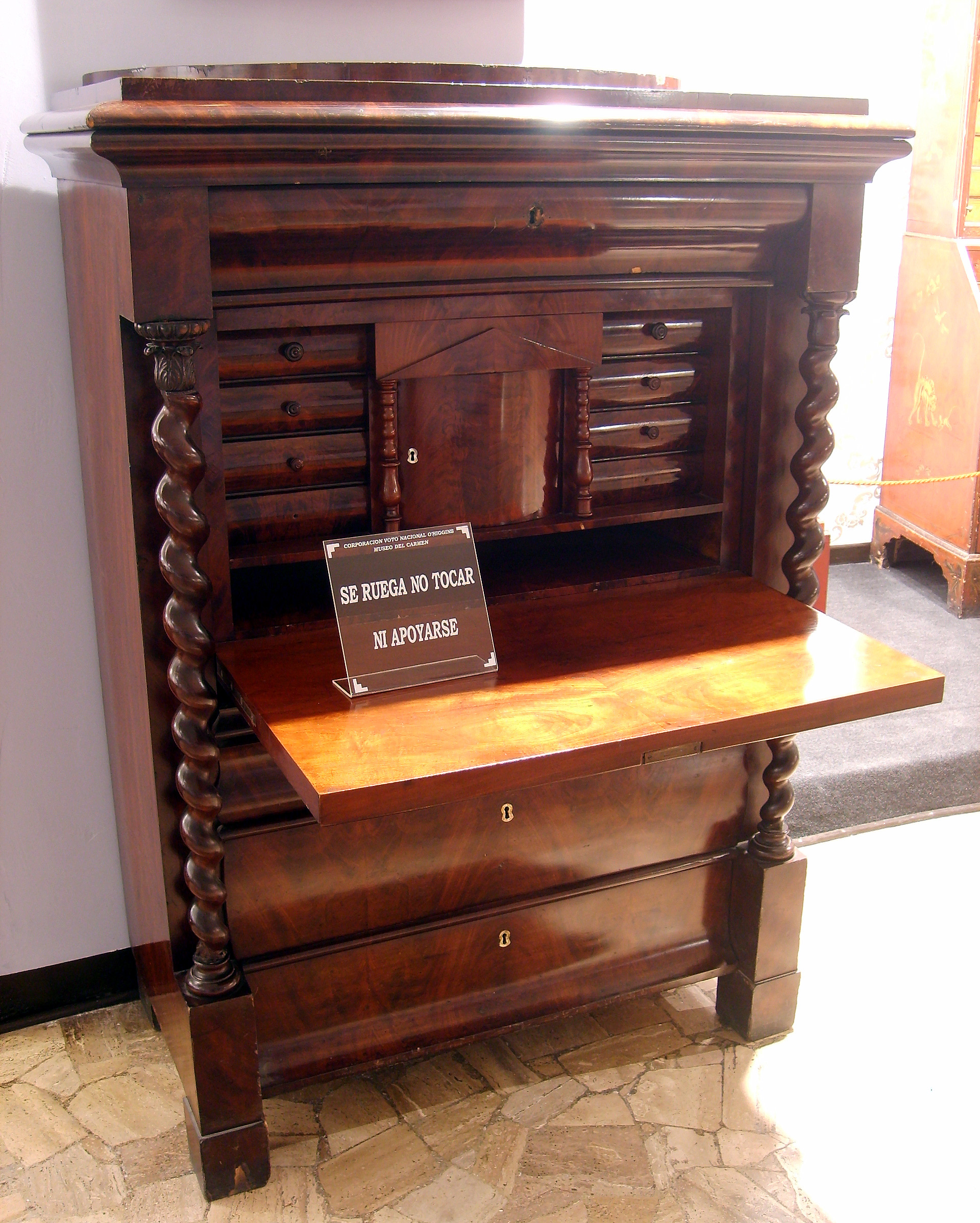
Chifonier del hecho con madera de caoba, perteneciente al Canónigo Taforó. Museo del Carmen de Maipú, Chile.

Un chifonier (del francés chiffonier) es una cómoda alta y estrecha que tiene cajones desde arriba hasta abajo. Su nombre viene del francés chiffon (trapo), por lo que significaría "lugar para trapos". Sugiere que fue pensado originalmente como un receptáculo para retales y otros útiles que no tenían ningún otro lugar donde guardarse.
Actualmente, se utiliza para guardar todo tipo de ropa pero, sobre todo, lencería y otros complementos femeninos y masculinos. También es un mueble habitual en los dormitorios infantiles. 
El chifonier fue uno de los muchos progresos curiosos del gusto mixto que prevaleció en los muebles durante el Estilo Imperio en Inglaterra. Los chifonieres más tempranos se encuentran a partir de esa época; son generalmente de palo de rosa - la madera preferida de ese momento. Sus remates (las perillas, tiradores y escudos) eran muy a menudo de latón y tenían frecuentemente un estante elevado con una galería de latón amarillo perforada en la parte posterior. Las puertas fueron bien artesonadas y a menudo bordeadas con remates de latón, mientras que los pies eran cojines o garras, o, en los ejemplos de choicer, esfinges en bronce dorado.